# 후카다촌 (구마모토현)
후카다촌(일본어: 深田村)은 일본 구마모토현 남동부, 구마군에 있던 촌이다. 
2003년 4월 1일, 구마군 가미촌, 멘다정, 오카하루촌, 우에촌, 스에촌이 합병해, 아사기리정이 되어 소멸하였다.

## 지리
구마모토현 남동부, 히토요시 분지의 중앙에 위치한다. 구마강이 마을을 동서로 흐르고 있다. 

## 역사
- 1889년 4월 1일 - 정촌제 시행에 의해  후카다촌이 성립하였다.
- 1894년 - 분리로 인해 다른 촌이 되어 후카다촌이 되었다.
- 2003년 4월 1일 -  가미촌, 멘다정, 오카하루촌, 우에촌, 스에촌이 합병해, 아사기리정이 되어 소멸하였다.

## 교통

### 도로
- 구마모토현도 제33호선
- 구마모토현도 제48호선

## 참고 문헌
- 角川日本地名大辞典編纂委員会, 『角川日本地名大辞典 43 熊本県』1987, 角川書店